# Лидер большинства Палаты представителей штата Иллинойс
Должность лидера большинства Палаты представителей Иллинойса, обычно на практике называемый лидером большинства палаты Иллинойса, является статусным главой Палаты представителей Иллинойса.

## Должностные обязанности
Лидер большинства Палаты представителей Иллинойса выбирается спикером Палаты представителей штата Иллинойс и является членом партии большинства из законодательной палаты. На практике лидер большинства в палате выступает в качестве помощника спикера и парламентским организатором. Лидер большинства в Палате представителей может председательствовать на кокусах политической партии спикера или руководящей группы, а также может выступать в качестве переговорщика для членов своей политической партии в переговорах с другими политическими лидерами Иллинойса.
Лидер большинства в Иллинойсе получает стипендию в дополнение к своей заработной плате в качестве члена Законодательного Собрания Иллинойса.
По состоянию на 2012 год лидером большинства Палаты представителей штата Иллинойс является Барбара Флинн Керри.